# DNSCrypt
DNSCrypt è un protocollo di rete che autentica e cripta il traffico dei  Sistema dei nomi di dominio (DNS) tra i computer degli utenti e i Name server ricorsivi.
Fu originariamente progettato da Frank Denis e Yecheng Fu.
Sebbene esistano implementazioni di client e server multipli il protocollo non fu mai proposto alla
Internet Engineering Task Force (IETF) come una Request for Comments (RFC).